# ناثان غودل
ناثان غودل هو سياسي أمريكي، ولد في أغسطس 1798 في مقاطعة ويندهام في الولايات المتحدة، وتوفي في 1883 بسبب ذات الرئة.